# 中央军民融合发展委员会
中央军民融合发展委员会，是中共中央层面军民融合发展重大问题的决策和议事协调机构。

## 沿革
2015年时，国家和军队就军民融合已设有许多议事协调机构，如军民结合、寓军于民武器装备科研生产体系建设部际协调小组，国务院、中央军委军队保障社会化工作领导小组，依托普通高等教育培养军队干部工作领导小组，国家国防动员委员会等。2015年10月29日中国共产党第十八届中央委员会第五次全体会议通过的《中共中央关于制定国民经济和社会发展第十三个五年规划的建议》明确要求健全军民融合发展的“三个体系”（组织管理体系、工作运行体系、政策制度体系），其中的组织管理体系是指建立国家和各省（自治区、直辖市）的军民融合领导机构，统一领导军民融合工作。2017年，中央军民融合发展委员会成立，上述各议事协调机构关于军民融合发展的功能被取代。
2017年1月22日，中共中央政治局召开会议，决定设立中央军民融合发展委员会，由中共中央总书记习近平任主任。“中央军民融合发展委员会是中央层面军民融合发展重大问题的决策和议事协调机构，统一领导军民融合深度发展，向中央政治局、中央政治局常务委员会负责。”
2017年6月20日，中共中央总书记、国家主席、中央军委主席、中央军民融合发展委员会主任习近平主持召开中央军民融合发展委员会第一次全体会议并发表讲话，中共中央政治局常委、中央军民融合发展委员会副主任李克强、刘云山出席会议，中共中央政治局常委、中央军民融合发展委员会副主任兼办公室主任张高丽就办公室筹建工作情况以及会议审议文件作了说明，会议审议通过了《中央军民融合发展委员会工作规则》、《中央军民融合发展委员会办公室工作规则》、《中央军民融合发展委员会近期工作要点》、《省（区、市）军民融合发展领导机构和工作机构设置的意见》。
2018年3月2日，中共中央总书记、国家主席、中央军委主席、中央军民融合发展委员会主任习近平主持召开十九届中央军民融合发展委员会第一次全体会议并讲话，会议通过了《军民融合发展战略纲要》、《中央军民融合发展委员会2018年工作要点》、《国家军民融合创新示范区建设实施方案》及第一批创新示范区建设名单。

## 组成人员
| 2017年1月成立时的组成人员是： 主任 - 习近平（中共中央总书记） 副主任 - 李克强（中共中央政治局常委、国务院总理） - 刘云山（中共中央政治局常委、中央书记处书记） - 张高丽（中共中央政治局常委、国务院副总理） 委员 - 马凯（中共中央政治局委员、国务院副总理） - 王沪宁（中共中央政治局委员、中央政策研究室主任） - 许其亮（中共中央政治局委员、中央军委副主席） - 范长龙（中共中央政治局委员、中央军委副主席） - 孟建柱（中共中央政治局委员、中央政法委书记） - 栗战书（中共中央政治局委员、中央办公厅主任） - 杨晶（国务委员、国务院秘书长） - 郭声琨（国务委员、公安部部长） - 张阳（中央军委委员、军委政治工作部部长） - 赵克石（中央军委委员、军委后勤保障部部长） - 张又侠（中央军委委员、军委装备发展部部长） - 陈希（中组部常务副部长） - 黄坤明（中宣部常务副部长） - 徐麟（中央网信领导小组办公室主任） - 张业遂（外交部党委书记） - 何立峰（国家发展改革委主任） - 陈宝生（教育部部长） - 王志刚（科技部党组书记） - 苗圩（工信部部长） - 黄树贤（民政部部长） - 肖捷（财政部部长） - 尹蔚民（人社部部长） - 李小鹏（交通运输部部长） | 2018年第十九届中央军民融合发展委员会的组成人员是： 主任 - 习近平（中共中央总书记） 副主任 - 李克强（中共中央政治局常委、国务院总理） - 王沪宁（中共中央政治局常委、中央书记处书记） - 韩正（中共中央政治局常委、国务院副总理） 委员 （不详） |

## 办事机构
中央军民融合发展委员会的办事机构是中央军民融合发展委员会办公室。
主任
- 张高丽（2017年—2018年）[4]
- 韩正（2018年—）[7]

副主任
- 金壮龙（2017年—2022年7月，常务副主任）[8]
- 孙绍骋（2018年—2022年4月，退役军人事务部部长兼）
- 王树年（2018年—）
- 裴金佳（2022年—，退役军人事务部部长兼）